# Geranium rubescens
Geranium rubescens é uma espécie de planta com flor pertencente à família Geraniaceae. 
A autoridade científica da espécie é Yeo, tendo sido publicada em Boletim do Museu Municipal do Funchal 23: 31. 1969.

## Portugal
Trata-se de uma espécie presente no território português, nomeadamente no Arquipélago da Madeira.
Em termos de naturalidade é endémica da região atrás referida.

## Protecção
Não se encontra protegida por legislação portuguesa ou da Comunidade Europeia.